# 芒济亚
芒济亚（法語：Manziat，法語發音：[mɑ̃zja]）是法国东部安省的一个市镇，属于布雷斯地区布尔格区。

## 地理
芒济亚（46°21'34"N, 4°54'28"E）面积12.63 平方千米，位于法国奥弗涅-罗讷-阿尔卑斯大区安省，该省份为法国东部省份，北起汝拉省，西北接索恩-卢瓦尔省，西接罗讷省和里昂大都会，南至伊泽尔省，东与萨瓦省、上萨瓦省和瑞士接壤。
与芒济亚接壤的市镇（或旧市镇、城区）包括：索恩河畔阿涅尔、舍夫鲁、费扬、奥藏、韦西讷。

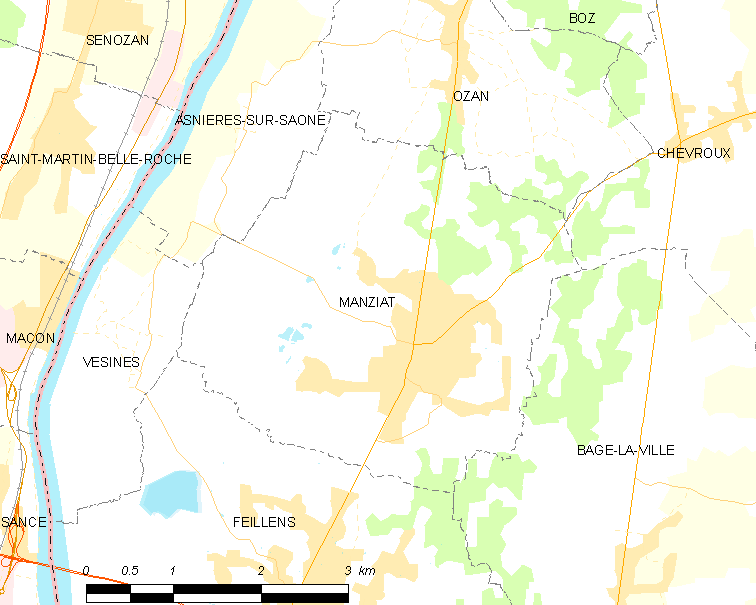
芒济亚的OSM定位图

芒济亚的时区为UTC+01:00、UTC+02:00（夏令时）。

## 行政
芒济亚的邮政编码为01570，INSEE市镇编码为01231。

## 政治
芒济亚所属的省级选区为勒普隆日县。

## 人口

1962-2008年间芒济亚人口变化图示

芒济亚于2022年1月1日时的人口数量为1985人。